# محدوده شهری

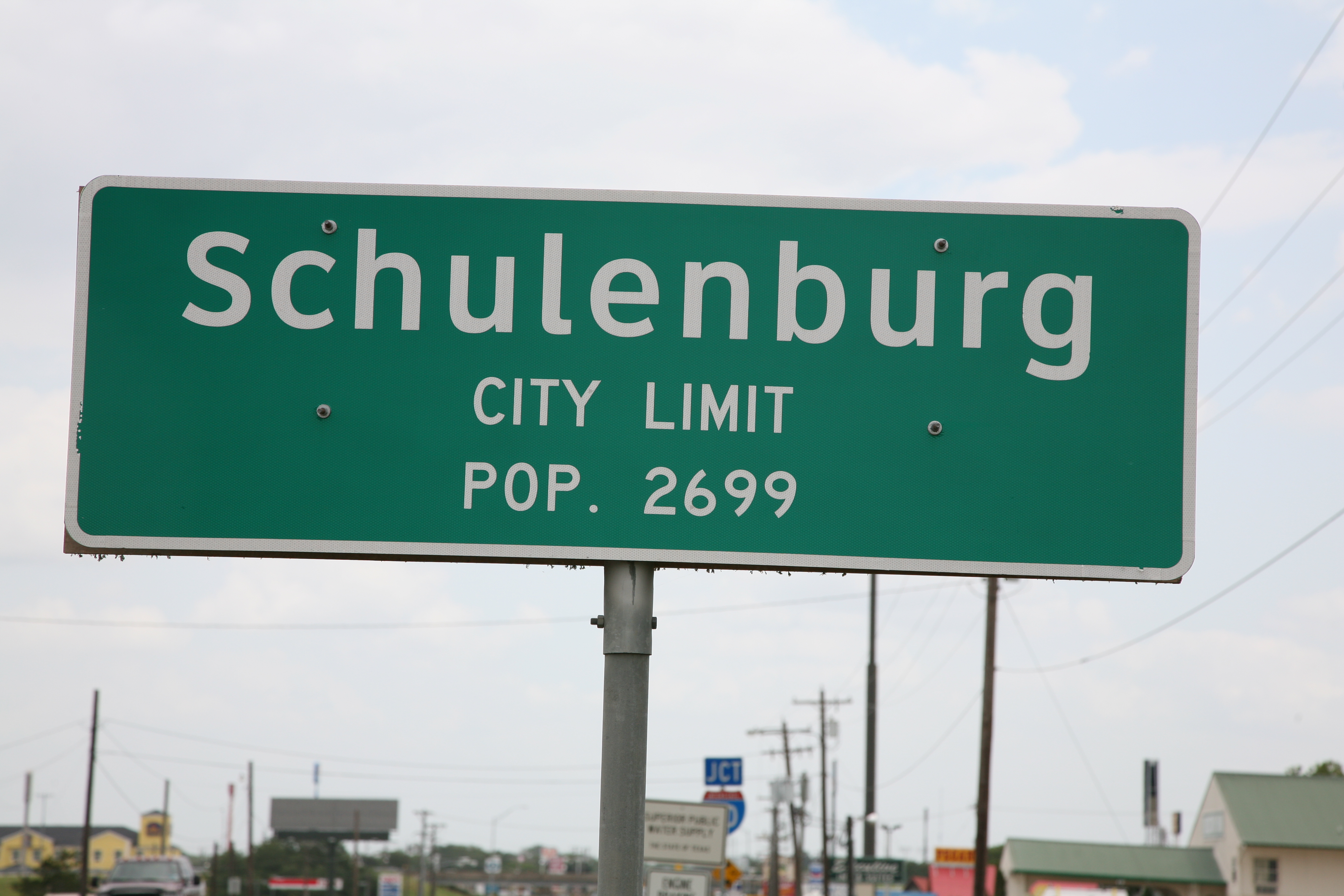
تابلویی که با عبارت city limit، پایان محدوده شهر را نشان می‌دهد.

محدوده شهری (به انگلیسی: City proper) عبارت است از حدودی از فضاهای شهری که بتوان در آن حدود به انجام خدمات شهری و برنامه‌ریزی خدماتی انجام داد. این محدوده اغلب از طرف شهرداری و مسئولان امور شهری تعیین می‌گردد.

## در ایران
در «قانون تعاریف محدوده و حریم شهر، روستا و شهرک و نحوه تعیین آنها»، محدوده شهر به شکل زیر تعریف شده‌است:

ماده ۱ - محدوده شهر عبارت است از حد کالبدی موجود شهر و توسعه آتی در دوره طرح جامع و تا تهیه طرح مذکور در طرح هادی شهر که ضوابط و مقررات شهر سازی در آن لازم‌الاجراء می‌باشد.
شهرداریها علاوه بر اجرای طرحهای عمرانی از جمله احداث و توسعه معابر و تأمین خدمات شهری و تأسیسات زیربنایی در چارچوب وظایف قانونی خود کنترل و نظارت بر احداث هرگونه ساختمان و تأسیسات و سایر اقدامات مربوط به توسعه و عمران در داخل محدوده شهر را نیز به عهده دارند.